# Park Narodowy Nairobi

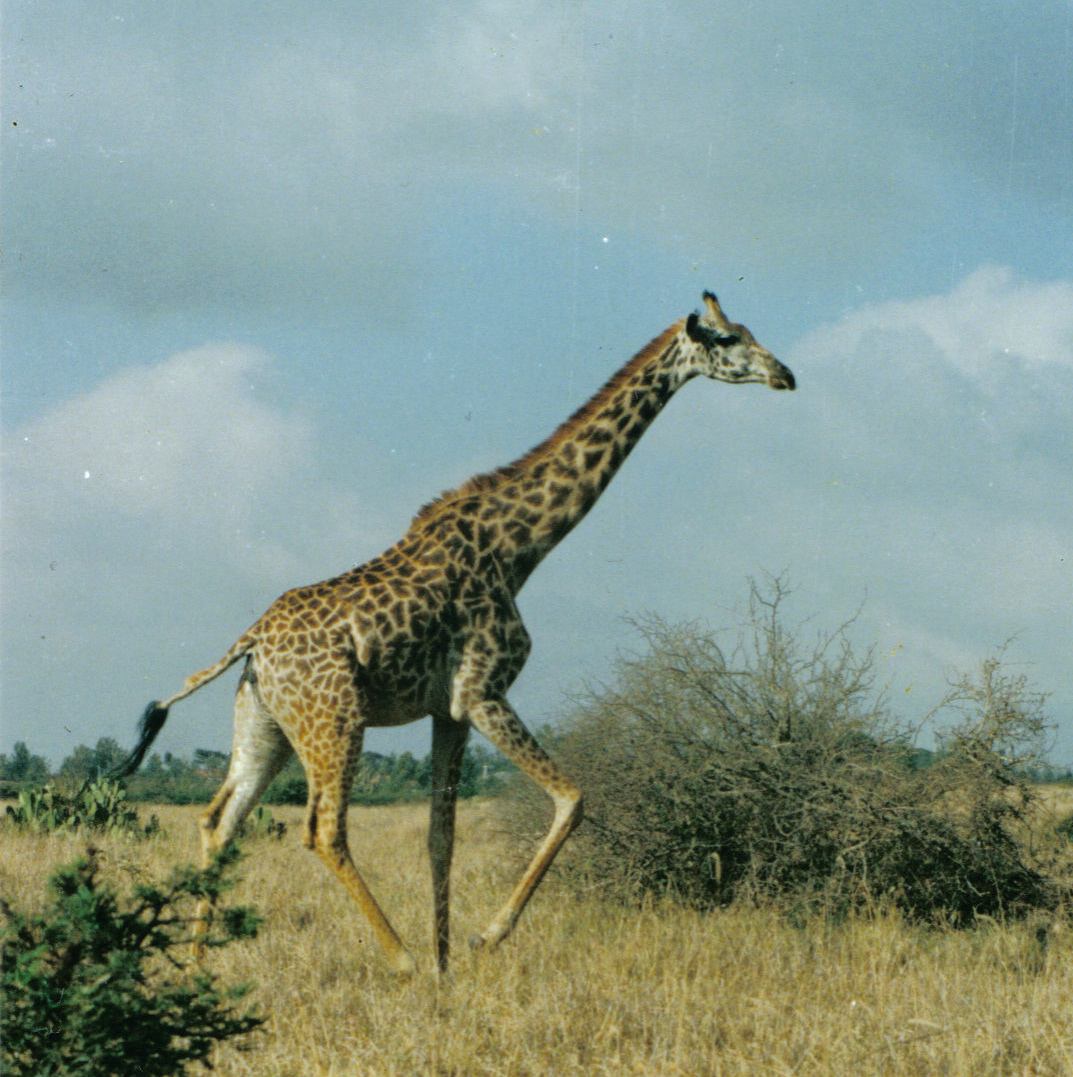
Żyrafa w Parku Narodowym Nairobi

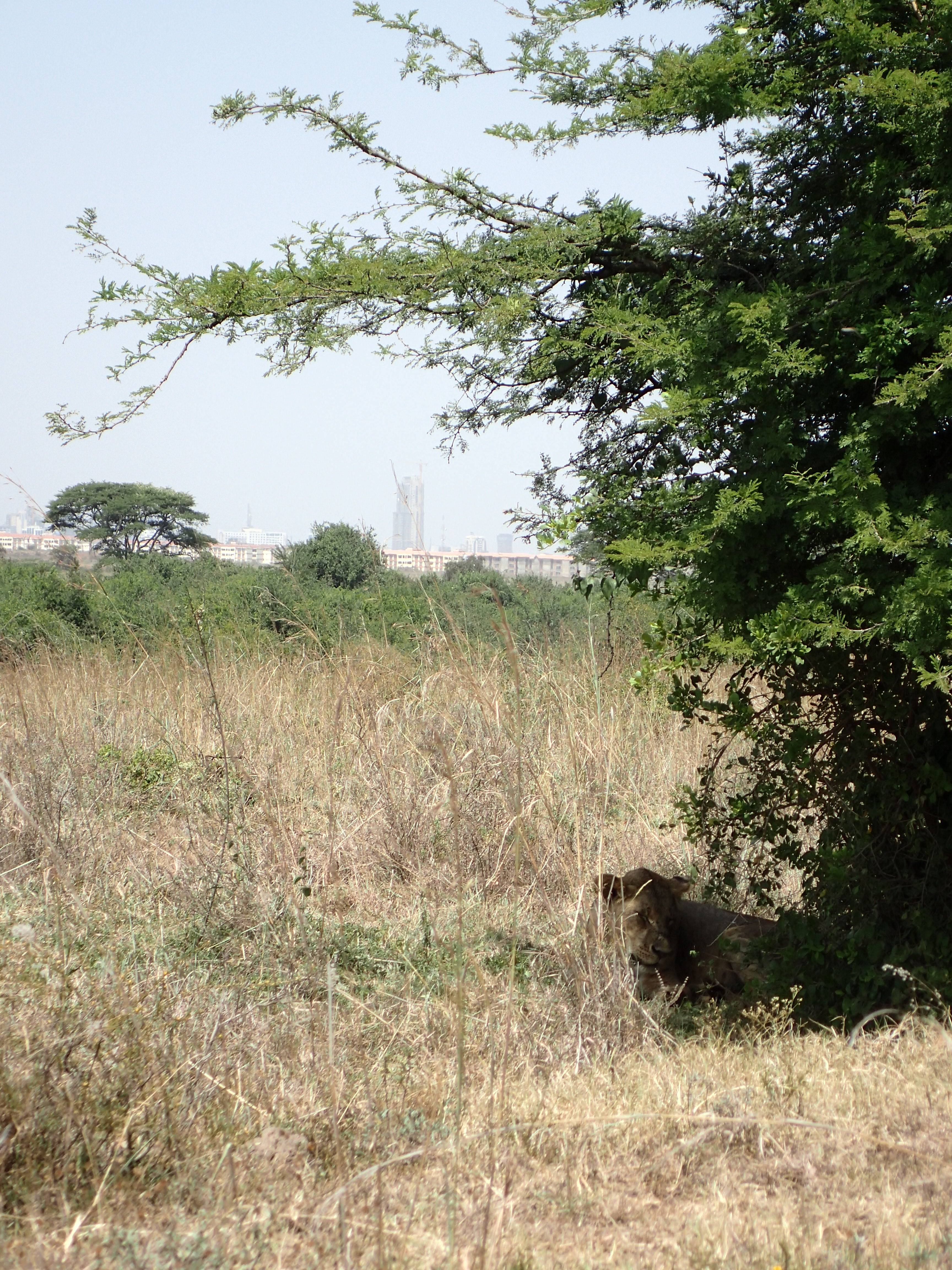
Lwica w Parku Narodowym Nairobi

Park Narodowy Nairobi (ang. Nairobi National Park) – park narodowy na południowych obrzeżach miasta Nairobi – stolicy Kenii. Zajmuje powierzchnię 117,21 km², założono go w 1946 roku. Obszar parku zajmuje sawanna drzewiasta, w jego północnej części występują okresowe strumienie. Wybudowano tam tamy, które zatrzymują część wody także w porze suchej, co sprawia, że park jest ostoją dla wielu dzikich zwierząt. 
Fauna reprezentowana jest tu przez liczne gatunki ssaków, m.in. gepardy, nosorożce, lwy, zebry, żyrafy, bawoły, czy hipopotamy nilowe (brak jest tu jednak słoni). W parku spotyka się także ponad 400 gatunków ptaków, tak migrujących, jak i miejscowych. 